# SimScale
SimScale é um software do ramo de CAE, do inglês computer-aided engineering, onde as suas funcionalidades de cálculo são realizadas em nuvem, do inglês cloud computing. SimScale foi desenvolvido na Alemanha pela SimScale GmbH e permite simulações nas áreas de fluidodinâmica computacional, elementos finitos e transferência de calor. O seu código fonte utiliza os seguintes softwares de código aberto:
- Elementos Finitos (FEA): Code_Aster  e Calculix

- Fluidodinâmica computacional (CFD): OpenFOAM

As análises são solucionadas em computadores remotos, que são mais potentes que os computadores usualmente instalados fisicamente dentro das empresas, isto permite aos usuários do SimScale uma maior eficiência no tempo de processamento e desenvolvimento de produtos. 

## História
SimScale GmbH foi fundada em 2012 por cinco graduados de TU Munich, David Heiny, Vincenz Dölle, Alexander Fischer, Johannes Probst, e Anatol Dammer com o objetivo de prover soluções CAE ao mercado, juntamente com uma ruptura na forma tradicional de se fazer simulação. Após a incubação do projeto, a plataforma SimScale foi lançada no segundo semestre de 2013.
Em 2015, a SimScale anunciou uma parceria com a Onshape, onde, através de um aplicativo de interface, os usuários podem exportar modelos CAD do Onshape para o SimScale.
Em 2 de dezembro de 2015, foi anunciado como politica da empresa o acesso livre e gratuito da plataforma SimScale, partindo da iniciativa de democratizar a simulação computacional e expandir o número de profissionais na área, afim de incluir pequenas e médias empresas, estudantes e profissionais liberais.
Em 2016, a SimScale iniciou uma parceria com a Autodesk, com o objetivo de permitir a integração dos modelos CAD provenientes do Fusion 360 diretamente no SimScale.
Mais recentemente, no final de 2016, foi lançado o programa acadêmico da SimScale, com o objetivo de promover cursos sob demanda em simulação CAE.
Em dezembro de 2016, a SimScale alcançou o número de 80 mil usuários e o número de projetos de simulação fornecidos gratuitamente em sua biblioteca de projetos ultrapassou 15 mil. 

## Ferramentas CAE
A plataforma SimScale é capaz de solucionar os mais diversos tipos problemas de engenharia, a seguir seguem alguns tipos e exemplos principais:

### Elementos Finitos
O módulo de elementos finitos da SimScale utiliza código fonte proveniente dos softwares de código aberto Calculix e Code_Aster, onde ambos são capazes de solucionar problemas estruturais lineares e não-lineares complexos. O Code_Aster é geralmente utilizado em simulações envolvendo fadiga, fratura, modelos com contatos não-lineares (atrito, por exemplo), meio poroso e solos, análises multi-físicas, entre outros. Calculix tem funções similares e permite aos usuários o modelamento, solução e pós-processamento dos resultados.
| Análise estática linear | Análise estática não-linear        | Análise dinâmica linear    | Análise dinâmica não-linear |
| ----------------------- | ---------------------------------- | -------------------------- | --------------------------- |
|                         | Nonlinear Static Analysis Snap Fit | Mobile Phone Drop Test     |                             |
| Multicorpos             | Análise harmônica                  | Análise modal (frequência) | Modelos de materiais        |
|                         |                                    |                            |                             |

### Fluidodinâmica computacional
O módulo de fluidodinâmica computacional utiliza como código base o OpenFOAM. O software é capaz de solucionar problemas em regime permanente e transientes. A seguir são apresentadas algumas análises possíveis com SimScale.
| Escoamento laminar     | Escoamento turbulento | Escoamento incompressível  | Escoamento compressível   |
| ---------------------- | --------------------- | -------------------------- | ------------------------- |
|                        |                       |                            |                           |
| Escoamento multifásico | Dispersão             | Interação fluido-estrutura | Modelamento avançado      |
|                        |                       |                            | Centrifugal Pump with MRF |

### Análise térmica
O módulo de análise térmica utiliza o OpenFOAM para a solução de problemas térmicos entre fluidos e também de fluidos com sólidos. Para análise termo-estrutural, o SimScale utiliza o Code_Aster e o Calculix. No momento a solução de problemas termo-estruturais ocorre de forma separada,no entanto com transferência de calor, inclusive convectiva. Análises em regime permanente e transiente também estão implementadas. Nas simulações com fluidos é possível adicionar modelos de turbulência. A seguir são apresentados os tipos de análises inclusas:
| Análise termo-estrutural                | Transferência de calor - convecção     | Transferência de calor - condução | Transferência de calor - radiação |
| --------------------------------------- | -------------------------------------- | --------------------------------- | --------------------------------- |
| Thermal - Structural Analysis of a Pipe | SimScale Thermal Analysis - Convection | SimScale Conduction heat transfer | SimScale Radiation heat transfer  |

A transferência de calor envolvendo a interação entre fluidos e sólidos, do inglês Conjugate Heat Transfer (CHT), foi recentemente adicionada ao portfólio de simulações da SimScale. Alguns exemplos de aplicação são em trocadores de calor, aquecedor, resfriadores, componentes eletrônicos e outras fontes de calor.
| Transferência de calor - fluido/sólidos |
| --------------------------------------- |
|                                         |

## Formatos de arquivo
SimScale permite a importação de geometrias em formatos STEP, IGES, BREP, Rhinoceros 3D, Autodesk Inventor, SolidWorks, Parasolid, ACIS e STL; malha em OpenFOAM, UNV, EGC, MED, CGNS. Também é possível importar geometrias diretamente do CAD Onshape.
Através do SimScale add-in, para o Autodesk Fusion 360, é possível importar diretamente modelos do Autodesk Fusion 360 para o SimScale.

## Aplicações Industriais
As ferramentas CAE implementadas no SimScale são aplicadas nos mais diversos problemas encontrados na indústria, como em ar condicionado, energia eólica, indústria automotiva, eletrônica, equipamentos industriais, ventiladores, produtos de consumo, biomecânica, etc. Como exemplo, a japonesa Tokyowheel - especializada em rodas de fibra de carbono para bicicletas de alto desempenho - utiliza o software de CFD da SimScale para determinar a melhor geometria aerodinâmica de suas rodas. QRC Technologies realiza simulações térmicas em seus produtos eletrônicos através do SimScale. Carlsson Autotechnik otimizou a aerodinâmica de seu veículo através do software de CFD da SimScale. Malaika, especialista em assentos automotivos, aplicou os softwares da SimScale para desenvolver cadeiras de segurança infantis mais seguras.

## Comunidade SimScale
A comunidade da SimScale foi anunciada em 2 de dezembro de 2015, baseada no investimento liderado pela Union Square Ventures (USV) A comunidade é gratuita e inclui 3000 horas de simulação e 500 GB de armazenamento por ano para qualquer usuário registrado. Em contrapartida, as simulações e projetos criados pelo usuário são necessariamente de domínio de todos os usuários e publicados na biblioteca da SimScale. Nesta biblioteca qualquer usuário registrado pode utilizar as análises para estudo, podendo copiar e modificar. 

## Projetos de divulgação da plataforma SimScale
A SimScale tem promovido diversos webinars gratuitos como parte do seu programa de divulgação, no intuito de tornar as simulações CAE cada vez mais populares para a sociedade. Alguns webinars organizados pela SimScale foram:
- CFD Curso avançado[43]
- FEA Curso avançado[44]
- Workshop de análise térmica[45]
- Workshop de impressão 3D[46]
- Workshop de aerodinâmica para F1[47]
- Workshop de simulação para aplicações biomédicas[48]
- Workshop para simulação CFD de veículos do Formula SAE[49]

Em 2016, a SimScale lançou o seu projeto acadêmico de forma a manter relações com escolas, universidades e pesquisadores individuais. O escopo do projeto oferece gratuitamente aos estudantes o acesso ao Plano Profissional e patrocínio nos mais diversos projetos educacionais como Formula SAE/Formula Student, SpaceX Hyperloop Pod Design etc.